# Nyíregyháza Tigers 2011
Questa voce raccoglie le informazioni riguardanti i Nyíregyháza Tigers nelle competizioni ufficiali della stagione 2011.

## Divízió I 2011

### Stagione regolare
| Nagykálló 13 marzo 2011 1ª giornata | Nyíregyháza Tigers | 41 – 6 | Budapest Titans | Sporttelep |

| 27 marzo 2011 3ª giornata | Nyíregyháza Tigers | 32 – 13 | Miskolc Steelers |  |

| 23 aprile 2011 7ª giornata | Nyíregyháza Tigers | 20 – 22 | Újbuda Rebels |  |

| 8 maggio 2011 9ª giornata | Eger Heroes | 14 – 28 | Nyíregyháza Tigers |  |

| 21 maggio 2011 11ª giornata | Szolnok Soldiers | 2 – 35 | Nyíregyháza Tigers |  |

| 11 giugno 2011 14ª giornata | Békéscsaba Raptors | 20 – 38 | Nyíregyháza Tigers |  |

### Playoff
| 18 giugno 2011 Wild Card | Nyíregyháza Tigers | 36 – 18 | Miskolc Steelers |  |

| 2 luglio 2011 Semifinale | Újbuda Rebels | 13 – 23 | Nyíregyháza Tigers |  |

| 17 luglio 2011 Pannon Bowl | Nyíregyháza Tigers | 42 – 7 | Békéscsaba Raptors |  |

## Fall Bowl 2011

### Stagione regolare
| Budapest 24 settembre 2011 1ª giornata | Budapest Wolves | 49 – 16 | Nyíregyháza Tigers |  |

| Nyíregyháza 8 ottobre 2011 2ª giornata | Nyíregyháza Tigers | 20 – 16 | Budapest Cowboys |  |

| Budapest 22 ottobre 2011 3ª giornata | Nyíregyháza Tigers | 35 – 33 | Győr Sharks |  |

### Playoff
| Győr 6 novembre 2011, ore 16:00 Finale | Budapest Wolves | 28 – 0 | Nyíregyháza Tigers | Stadio DAC |

## Statistiche di squadra
| Competizione           | %Vittorie | In casa | In casa | In casa | In casa | In casa | In casa | In trasferta | In trasferta | In trasferta | In trasferta | In trasferta | In trasferta | Totale | Totale | Totale | Totale | Totale | Totale |
| Competizione           | %Vittorie | G       | V       | N       | P       | Pf      | Ps      | G            | V            | N            | P            | Pf           | Ps           | G      | V      | N      | P      | Pf     | Ps     |
| ---------------------- | --------- | ------- | ------- | ------- | ------- | ------- | ------- | ------------ | ------------ | ------------ | ------------ | ------------ | ------------ | ------ | ------ | ------ | ------ | ------ | ------ |
| D1 - Stagione regolare | .833      | 3       | 2       | 0       | 1       | 93      | 41      | 3            | 3            | 0            | 0            | 101          | 36           | 6      | 5      | 0      | 1      | 194    | 77     |
| D1 - Playoff           | 1.000     | 2       | 2       | 0       | 0       | 78      | 25      | 1            | 1            | 0            | 0            | 23           | 13           | 3      | 3      | 0      | 0      | 101    | 38     |
| FB - Stagione regolare | .667      | 2       | 2       | 0       | 0       | 55      | 49      | 1            | 0            | 0            | 1            | 16           | 49           | 3      | 2      | 0      | 1      | 71     | 98     |
| FB - Playoff           | .000      | 0       | 0       | 0       | 0       | 0       | 0       | 1            | 0            | 0            | 1            | 0            | 28           | 1      | 0      | 0      | 1      | 0      | 28     |
| Totale                 | .769      | 7       | 6       | 0       | 1       | 226     | 115     | 6            | 4            | 0            | 2            | 140          | 136          | 13     | 10     | 0      | 3      | 366    | 241    |